# Dendronephthya quadrata
Dendronephthya quadrata är en korallart som beskrevs av Henderson 1909. Dendronephthya quadrata ingår i släktet Dendronephthya och familjen Nephtheidae. Inga underarter finns listade i Catalogue of Life.